# Single numer jeden w roku 2021 (Japonia)
Notowanie Weekly Singles Chart (jap. 週間シングルチャート Shūkan Shinguru Chāto) przedstawia najlepiej sprzedające się single w Japonii. Publikowane jest ono przez magazyn Oricon Style, a dane kompletowane są przez Oricon w oparciu o cotygodniowe wyniki sprzedaży fizycznej singli. Poniżej znajdują się tabele prezentujące najpopularniejsze single w danych tygodniach w roku 2021.
Notowanie Billboard Japan Hot 100 przedstawia najpopularniejsze single w Japonii. Publikowane jest ono przez magazyn Billboard i Hanshin Contents Link, a dane kompletowane są w oparciu o sprzedaż CD singli (udostępniane przez SoundScan Japan), częstotliwość emitowania piosenek na antenach japońskich stacji radiowych (udostępniane przez firmę Plantech), dane sprzedaży w sklepach internetowych oraz dane sprzedaży z iTunes Japan. Na pozycję na liście dodatkowo wpływają: tweety odnoszące się do utworów z danych Twittera zebrane przez NTT DATA, dane pochodzące z Gracenote – ile razy dana płyta została włożona do komputera, a także dane z ponad 3900 sklepów sprzedających muzykę cyfrowo.

## Oricon Weekly Singles Chart
| Data            | Singel | Wykonawca      | Źródło |
| --------------- | --- | -------------- | ------ |
| 4 stycznia      | „Beautiful/Chincha umakka/Kanariya” (jap. ビューティフル/チンチャうまっか/カナリヤ)                              | NEWS           | [ 1 ]  |
| 11 stycznia     | „Step and a step”                                                                                                | NiziU          | [ 2 ]  |
| 18 stycznia     | „Photograph” | Poppin’Party   | [ 3 ]  |
| 25 stycznia     | „Shūkan umaku iku yōbi” (jap. 週刊うまくいく曜日)                                                                | Johnny’s West  | [ 4 ]  |
| 1 lutego        | „Grandeur” | Snow Man       | [ 5 ]  |
| 8 lutego        | „Boku wa boku o sukininaru” (jap. 僕は僕を好きになる)                                                            | Nogizaka46     | [ 6 ]  |
| 15 lutego       | „Koi ochi Flag” (jap. 恋落ちフラグ)                                                                              | SKE48          | [ 7 ]  |
| 22 lutego       | „Kimi to mitai sekai” (jap. キミトミタイセカイ)                                                                  | Kanjani ∞      | [ 8 ]  |
| 1 marca         | „Boku ga boku janai mitaida” (jap. 僕が僕じゃないみたいだ)                                                       | SixTONES       | [ 9 ]  |
| 8 marca         | „Luv Bias” | Kis-My-Ft2     | [ 10 ] |
| 15 marca        | „Gekikara LOVE/Now Now Ningen/Kon'na hazu ja nakattaa!” (jap. 激辛LOVE/Now Now Ningen/こんなハズジャナカッター!) | Beyooooonds    | [ 11 ] |
| 22 marca        | „Roar” | KAT-TUN        | [ 12 ] |
| 29 marca        | „Dream on the street”                                                                                            | Da Pump        | [ 13 ] |
| 5 kwietnia      | „LET’S MUSIC” | Sexy Zone      | [ 14 ] |
| 12 kwietnia     | „BREAKING DAWN”                                                                                                  | Kim Jae-joong  | [ 15 ] |
| 19 kwietnia     | „Take a picture/Poppin' Shakin'”                                                                                 | NiziU          | [ 16 ] |
| 26 kwietnia     | „BAN” | Sakurazaka46   | [ 17 ] |
| 3 maja          | „Hitori ja nai” (jap. ひとりじゃない)                                                                            | Seventeen      | [ 18 ] |
| 10 maja         | „CHALLENGER” | JO1            | [ 19 ] |
| 17 maja         | „Something New” (jap. サムシング・ニュー)                                                                        | Johnny’s West  | [ 20 ] |
| 24 maja         | „Negative Fighter” (jap. ネガティブファイター)                                                                   | Hey! Say! JUMP | [ 21 ] |
| 31 maja         | „Magic Touch/Beating Hearts”                                                                                     | King & Prince  | [ 22 ] |
| 7 czerwca       | „Kimi shika katan” (jap. 君しか勝たん)                                                                           | Hinatazaka46   | [ 23 ] |
| 14 czerwca      | „Bokura wa mada/MAGIC CARPET RIDE” (jap. 僕らは まだ/MAGIC CARPET RIDE)                                          | V6             | [ 24 ] |
| 21 czerwca      | „Gomen ne Fingers crossed” (jap. ごめんねFingers crossed)                                                        | Nogizaka46     | [ 25 ] |
| 28 czerwca      | „Pale Blue” | Kenshi Yonezu  | [ 26 ] |
| 5 lipca         | „Hitori ni shinai yo” (jap. ひとりにしないよ)                                                                    | Kanjani ∞      | [ 27 ] |
| 12 lipca        | „BURN” | NEWS           | [ 28 ] |
| 19 lipca        | „BORDER: Hakanai” (jap. BORDER: 儚い)                                                                            | Enhypen        | [ 29 ] |
| 26 lipca        | „HELLO HELLO” | Snow Man       | [ 30 ] |
| 2 sierpnia      | „Ann/Pair” (jap. アン/ペア)                                                                                      | KinKi Kids     | [ 31 ] |
| 9 sierpnia      | „Dekkai ai/Kidoairaku” (jap. でっかい愛/喜努愛楽)                                                                | Johnny’s West  | [ 32 ] |
| 16 sierpnia     | „Natsu no Hydrangea” (jap. 夏のハイドレンジア)                                                                   | Sexy Zone      | [ 33 ] |
| 23 sierpnia     | „Mascara” (jap. マスカラ)                                                                                        | SixTONES       | [ 34 ] |
| 30 sierpnia     | „STRANGER” | JO1            | [ 35 ] |
| 6 września      | „Gunjō Runaway” (jap. 群青ランナウェイ)                                                                          | Hey! Say! JUMP | [ 36 ] |
| 13 września     | „Ano koro no kimi o mitsuketa” (jap. あの頃の君を見つけた)                                                       | SKE48          | [ 37 ] |
| 20 września     | „We Just Go Hard feat. AK-69/EUPHORIA”                                                                           | KAT-TUN        | [ 38 ] |
| 27 września     | „Fear/SO BLUE”                                                                                                   | Kis-My-Ft2     | [ 39 ] |
| 4 października  | „Kimi ni shikarareta” (jap. 君に叱られた)                                                                        | Nogizaka46     | [ 40 ] |
| 11 października | „Ne mo ha mo Rumor” (jap. 根も葉もRumor)                                                                         | AKB48          | [ 41 ] |
| 18 października | „Koi furu tsukiyo ni kimi sō fu” (jap. 恋降る月夜に君想ふ)                                                       | King & Prince  | [ 42 ] |
| 25 października | „Nagaredama” (jap. 流れ弾)                                                                                       | Sakurazaka46   | [ 43 ] |
| 1 listopada     | „Hetaretachi yo” (jap. ヘタレたちよ)                                                                             | STU48          | [ 44 ] |
| 8 listopada     | „Tteka” (jap. ってか)                                                                                            | Hinatazaka46   | [ 45 ] |
| 15 listopada    | „A” | INI            | [ 46 ] |
| 22 listopada    | „Ubu LOVE” (jap. 初心LOVE)                                                                                       | Naniwa Danshi  | [ 47 ] |
| 29 listopada    | „Mirai e/ReBorn” (jap. 未来へ/ReBorn)                                                                            | NEWS           | [ 48 ] |
| 6 grudnia       | „Sing-along” | Hey! Say! JUMP | [ 49 ] |
| 13 grudnia      | „Secret Touch”                                                                                                   | Snow Man       | [ 50 ] |
| 20 grudnia      | „Ai no chikara” (jap. あいのちから)                                                                              | Seventeen      | [ 51 ] |
| 27 grudnia      | „WANDERING” | JO1            | [ 52 ] |

## BillboardJapan Hot 100
| Data            | Singel                                                     | Wykonawca      | Źródło  |
| --------------- | ---------------------------------------------------------- | -------------- | ------- |
| 4 stycznia      | „Beautiful” (jap. ビューティフル)                          | NEWS           | [ 53 ]  |
| 11 stycznia     | „Homura” (jap. 炎)                                         | LiSA           | [ 54 ]  |
| 18 stycznia     | „Homura” (jap. 炎)                                         | LiSA           | [ 55 ]  |
| 25 stycznia     | „Shūkan umaku iku yōbi” (jap. 週刊うまくいく曜日)          | Johnny’s West  | [ 56 ]  |
| 1 lutego        | „Grandeur”                                                 | Snow Man       | [ 57 ]  |
| 8 lutego        | „Boku wa boku o sukininaru” (jap. 僕は僕を好きになる)      | Nogizaka46     | [ 58 ]  |
| 15 lutego       | „Koi ochi Flag” (jap. 恋落ちフラグ)                        | SKE48          | [ 59 ]  |
| 22 lutego       | „Kimi to mitai sekai” (jap. キミトミタイセカイ)            | Kanjani ∞      | [ 60 ]  |
| 1 marca         | „Boku ga boku janai mitaida” (jap. 僕が僕じゃないみたいだ) | SixTONES       | [ 61 ]  |
| 8 marca         | „Luv Bias”                                                 | Kis-My-Ft2     | [ 62 ]  |
| 15 marca        | „Usseewa” (jap. うっせぇわ)                                | Ado            | [ 63 ]  |
| 22 marca        | „Roar”                                                     | KAT-TUN        | [ 64 ]  |
| 29 marca        | „One Last Kiss”                                            | Hikaru Utada   | [ 65 ]  |
| 5 kwietnia      | „LET’S MUSIC”                                              | Sexy Zone      | [ 66 ]  |
| 12 kwietnia     | „Take a picture/Poppin' Shakin'”                           | NiziU          | [ 67 ]  |
| 19 kwietnia     | „Take a picture/Poppin' Shakin'”                           | NiziU          | [ 68 ]  |
| 26 kwietnia     | „BAN”                                                      | Sakurazaka46   | [ 69 ]  |
| 3 maja          | „Hitori ja nai” (jap. ひとりじゃない)                      | Seventeen      | [ 70 ]  |
| 10 maja         | „Born To Be Wild”                                          | JO1            | [ 71 ]  |
| 17 maja         | „Something New” (jap. サムシング・ニュー)                  | Johnny’s West  | [ 72 ]  |
| 24 maja         | „Negative Fighter” (jap. ネガティブファイター)             | Hey! Say! JUMP | [ 73 ]  |
| 31 maja         | „Magic Touch”                                              | King & Prince  | [ 74 ]  |
| 7 czerwca       | „Butter”                                                   | BTS            | [ 75 ]  |
| 14 czerwca      | „Butter”                                                   | BTS            | [ 76 ]  |
| 21 czerwca      | „Gomen ne Fingers crossed” (jap. ごめんねFingers crossed)  | Nogizaka46     | [ 77 ]  |
| 28 czerwca      | „Pale Blue”                                                | Kenshi Yonezu  | [ 78 ]  |
| 5 lipca         | „Fushigi” (jap. 不思議)                                    | Gen Hoshino    | [ 79 ]  |
| 12 lipca        | „Butter”                                                   | BTS            | [ 80 ]  |
| 19 lipca        | „Butter”                                                   | BTS            | [ 81 ]  |
| 26 lipca        | „HELLO HELLO”                                              | Snow Man       | [ 82 ]  |
| 2 sierpnia      | „Permission to Dance”                                      | BTS            | [ 83 ]  |
| 9 sierpnia      | „Dekkai ai” (jap. でっかい愛)                              | Johnny’s West  | [ 84 ]  |
| 16 sierpnia     | „Natsu no Hydrangea” (jap. 夏のハイドレンジア)             | Sexy Zone      | [ 85 ]  |
| 23 sierpnia     | „Mascara” (jap. マスカラ)                                  | SixTONES       | [ 86 ]  |
| 30 sierpnia     | „REAL”                                                     | JO1            | [ 87 ]  |
| 6 września      | „Gunjō Runaway” (jap. 群青ランナウェイ)                    | Hey! Say! JUMP | [ 88 ]  |
| 13 września     | „Ano koro no kimi o mitsuketa” (jap. あの頃の君を見つけた) | SKE48          | [ 89 ]  |
| 20 września     | „We Just Go Hard feat. AK-69/EUPHORIA”                     | KAT-TUN        | [ 90 ]  |
| 27 września     | „Fear”                                                     | Kis-My-Ft2     | [ 91 ]  |
| 4 października  | „Kimi ni shikarareta” (jap. 君に叱られた)                  | Nogizaka46     | [ 92 ]  |
| 11 października | „Ne mo ha mo Rumor” (jap. 根も葉もRumor)                   | AKB48          | [ 93 ]  |
| 18 października | „Koi furu tsukiyo ni kimi sō fu” (jap. 恋降る月夜に君想ふ) | King & Prince  | [ 94 ]  |
| 25 października | „Nagaredama” (jap. 流れ弾)                                 | Sakurazaka46   | [ 95 ]  |
| 1 listopada     | „Akeboshi” (jap. 明け星)                                   | LiSA           | [ 96 ]  |
| 8 listopada     | „Tteka” (jap. ってか)                                      | Hinatazaka46   | [ 97 ]  |
| 15 listopada    | „Gifted.”                                                  | Be:First       | [ 98 ]  |
| 22 listopada    | „Ubu LOVE” (jap. 初心LOVE)                                 | Naniwa Danshi  | [ 99 ]  |
| 29 listopada    | „Ubu LOVE” (jap. 初心LOVE)                                 | Naniwa Danshi  | [ 100 ] |
| 6 grudnia       | „Sing-along”                                               | Hey! Say! JUMP | [ 101 ] |
| 13 grudnia      | „Secret Touch”                                             | Snow Man       | [ 102 ] |
| 20 grudnia      | „Zankyōsanka” (jap. 残響散歌)                              | Aimer          | [ 103 ] |
| 27 grudnia      | „Bokura no kisetsu” (jap. 僕らの季節)                      | JO1            | [ 104 ] |